# Literatura iraquiana
A literatura iraquiana tem sido profundamente marcada pela história política do Iraque.
No final de 1970 um período de retoma econômica, escritores proeminentes no Iraque foram fornecidos com apartamentos e carros pelo governo de Saddam Hussein, e garantidos a ter ao menos uma publicação por ano. Em troca, a literatura era esperada para expressar e galvanizar o apoio ao Partido Baath. A Guerra Irã-Iraque (1980-1988) alimentou uma demanda por literatura patriótica, mas também empurrou um número de escritores para o exílio. De acordo com Najem Wali, durante este período, "[mesmo] aqueles que optassem por sair da escrita viram-se forçados a escrever algo que não irritasse ao ditador, porque mesmo o silêncio foi considerado um crime."
Desde o final da década de 80, a literatura do Iraque desenvolveu escritores no exílio cuja "rejeição da ideologia dominante e [cuja] resistência às guerras [no Iraque] obrigou-os a formular um 'realismo brutalmente cru' caracterizada por uma sensação chocante de modernidade" (N. Wali).
A literatura iraquiana tardia do século XX foi marcada por escritores como Saadi Youssef, Fadhil Al-Azzawi, Mushin Al-Ramli, Salah Al-Hamdani, Abdul Rahman al-Rubaie Majeed e Sherko Fatah.